# 忻州五台山机场
忻州五台山机场是中华人民共和国山西省忻州市的一個軍民合用機場，位於定襄縣。距忻州市區東北33公里、佛教聖地五台山中心台懷鎮50公里。
2009年4月9日獲經國務院、中央軍委批准改擴建並轉為軍民合用，2010年6月9日奠基。2013年6月正式开工建设，2015年9月23日通过竣工验收，10月22日中国南方航空公司一架空中客车A320机型完成试飞科目。机场飞行区按4C标准设计，跑道全长2600米，宽45米，航站楼1.3万余平方，内设5个机位。忻州五台山机场于2015年12月25日正式通航，每年可运送旅客5万人次，货邮1570吨。
2015年2月，中国民用航空局《关于忻州机场命名的复函》文件批复，明确“忻州五台山机场”为该机场的正式名称，英文名称为“XINZHOU WUTAISHAN AIRPORT”。

## 航班
2025夏秋航季时刻表
| 航空公司       | 目的地                                   |
| -------------- | ---------------------------------------- |
| 上海航空（FM） | 上海/浦东                                |
| 华夏航空（G5） | 大连、成都天府、重庆、天津、秦皇岛、西安 |
| 厦门航空（MF） | 厦门 (经停武汉)                          |
| 瑞丽航空（DR） | 沈阳、昆明、成都天府                     |
| 成都航空（EU） | 贵阳、沈阳                               |
| 桂林航空（GT） | 哈尔滨、桂林                             |
| 九元航空（AQ） | 哈尔滨、广州                             |
| 天津航空（GS） | 烟台                                     |